# Helli Stehle
Helene Louise "Helli" Stehle (6 de dezembro de 1907 - 27 de agosto de 2017) foi uma atriz e apresentadora de rádio suíça.

## Biografia
Helli nasceu em 6 de dezembro de 1907 em Basileia, na Suíça. Ela começou a trabalhar em rádio na década de 1920 e foi a primeira apresentadora feminina da Suíça. Ela também era uma atriz, seu filme mais notável era De Tod uf em Oepfelbaum de 1966.
Completou 100 anos em dezembro de 2007. Em 3 de março de 2017, após a morte de Germaine Broyon (1907-2017), Stehle tornou-se a pessoa viva mais velha da Suíça.
Helene faleceu em 27 de agosto de 2017 aos 109 anos e 264 dias em Basileia, Suíça. Após sua morte, Frieda Binz-Schoch (nascida em 10 de janeiro de 1908) tornou-se a pessoa viva mais velha da Suíça.